# مارکو آنتونیو دا سیلوا
مارکو آنتونیو دا سیلوا (به پرتغالی: Marco Antonio da Silva) هافبک اهل برزیل است که در شهر بلو هوریزونته و در تاریخ ۹ مهٔ ۱۹۶۶ به دنیا آمده‌است.
مارکو آنتونیو دا سیلوا در تیم‌های فوتبال سرزو اوساکا سابقهٔ حضور دارد.